# 应用交付网络
应用交付网络（Application delivery network，ADN）又稱应用程序交付网络，是一種技术，當它被部署后，能保障应用程序的可用性、安全性、可视性以及使应用程序的訪問速度更快。高德纳咨询公司将应用交付网络定义为廣域網路優化控制器和应用程序交付控制器的组合。在应用交付网络的数据中心端通常為应用程序交付控制器，这是一种流量管理设备，通常为网络交换机、内容交换机或多层交换机，其目的是根据应用的特定标准在一些服务器之间分配流量。在应用交付网络的分支部分是廣域網路優化控制器，它通過缓存和压缩来减少流经网络的位元。一些廣域網路優化控制器的组件安装在PC或移动客户端上，還有一部分廣域網路優化控制器安装在数据中心。一些內容傳遞網路厂商也能提供应用交付网络。